# Берестяне
Берестя́не — село в Україні, у Луцькому районі Волинської області. Входить до складу Цуманської селищної громади. Населення становить 1017 осіб.
Неподалік від села розташований ландшафтний заказник «Кормин».

## Історія
Перша згадка: у 1555 р. Миколай-Кшиштоф Радзивілл (Чорний) за 800 кіп литовських грошей купив село Берестяне (коло Олики) у Г. Ходкевича.
До 15 листопада 2017 року — адміністративний центр Берестянської сільської ради Ківерцівського району Волинської області.
19 липня 2020 року, в результаті адміністративно-територіальної реформи та ліквідації Ківерцівського району, село увійшло до складу Луцького району.

## Населення
Згідно з переписом УРСР 1989 року чисельність наявного населення села становила 1067 осіб, з яких 532 чоловіки та 535 жінок.
За переписом населення України 2001 року в селі мешкало 1005 осіб.

### Мова
Розподіл населення за рідною мовою за даними перепису 2001 року:
| Мова       | Відсоток |
| ---------- | -------- |
| українська | 99,61 %  |
| російська  | 0,39 %   |